# روبي دي
روبي دي (بالإنجليزية: Ruby Dee)‏ (و. 1922 – 2014 م) هي ممثلة، وصحفية، وممثلة مسرحية، وممثلة أفلام، وممثلة تلفزيونية، وكاتبة سيناريو من الولايات المتحدة الأمريكية . ولدت في كليفلاند، أوهايو .
توفيت في نيو روتشيلي، نيويورك .

## جوائز وترشيحات
حصلت على جوائز منها:
- قلادة سبينغارن
- National Medal of Arts
- Marian Anderson Award.

ترشحت لـ:
- جائزة الأوسكار لأفضل ممثلة مساعدة، عن عمل:عصابات أمريكية (2007).

## روابط خارجية
- روبي دي على موقع IMDb (الإنجليزية)
- روبي دي على موقع الموسوعة البريطانية (الإنجليزية)
- روبي دي على موقع روتن توميتوز (الإنجليزية)
- روبي دي على موقع ألو سيني (الفرنسية)
- روبي دي على موقع ميوزك برينز (الإنجليزية)
- روبي دي على موقع تيرنر كلاسيك موفيز (الإنجليزية)
- روبي دي على موقع أول موفي (الإنجليزية)
- روبي دي على موقع قاعدة بيانات برودواي على الإنترنت (الإنجليزية)
- روبي دي على موقع قاعدة بيانات الأفلام السويدية (السويدية)
- روبي دي على موقع إن إن دي بي (الإنجليزية)